# Като Томое
Като Томое (яп. 加藤 與惠; нар. 27 травня 1978) — японська футболістка. Вона грала за збірну Японії.

## Клубна кар'єра
У 1993 році дебютувала в «Ніппон ТВ Белеза». Наприкінці сезону 2008 року вона завершила ігрову кар'єру.

## Виступи за збірну
Дебютувала у збірній Японії 8 червня 1997 року в поєдинку проти Китаю. У складі японської збірної учасниця жіночого чемпіонату світу 1999, 2003 та 2007 років та Літніх олімпійських ігор 2004 та 2008 років. З 1997 по 2008 рік зіграла 114 матчі та відзначилася 8-а голами в національній збірній.

## Статистика виступів
| Збірна Японії | Збірна Японії | Збірна Японії |
| Рік           | Матчі         | Голи          |
| ------------- | ------------- | ------------- |
| 1997          | 7             | 0             |
| 1998          | 9             | 0             |
| 1999          | 13            | 0             |
| 2000          | 1             | 0             |
| 2001          | 4             | 0             |
| 2002          | 9             | 0             |
| 2003          | 14            | 2             |
| 2004          | 11            | 0             |
| 2005          | 9             | 1             |
| 2006          | 16            | 2             |
| 2007          | 17            | 2             |
| 2008          | 4             | 1             |
| Загалом       | 114           | 8             |